# Cerebus
Cerebus (Cerebus the Aardvark) è una serie a fumetti fantasy realizzata dal canadese Dave Sim e pubblicata in proprio dall'autore dal 1977 al 2004 per 300 albi per un totale di 6.000 pagine. Risulta essere la più lunga serie in lingua inglese a fumetti mai realizzata da un singolo artista. Viene ritenuta una delle più importanti opere a fumetti di produzione indipendente nordamericana.

## Storia editoriale
Cerebus è stata una serie a fumetti interamente realizzata e prodotta da Sim, pubblicata da una propria etichetta editoriale, la Aardvark-Vanaheim, Inc., cosa questo che lo rese un precursore dell'autoproduzione ispirando altri autori come Jeff Smith (Bone, che esordì tra l'altro su un inserto del mensile di Sim nel 1991), oltre a Terry Moore (Strangers in Paradise) e Martin Wagner (Hepcats).
Sim ha rifiutato per anni la produzione di edizioni straniere della sua opera, nonostante le numerose offerte, per timore di vederla travisata dalla trasposizione in un'altra lingua. Ciò malgrado, nel 2009 è stata ufficializzata la notizia di un'edizione tradotta, presentata contemporaneamente in lingua francese, spagnola e italiana.
Il personaggio che dà il titolo alla serie è un oritteropo antropomorfo alto meno di un metro, («Siamo tutti buffi animali in un mondo di umani», dice Sim), che è stato, in vari momenti della sua vita, un mercenario, primo ministro dell'immaginaria città-stato di Iest, papa (nella saga Chiesa e Stato - Church and State) e rinnegato. È un personaggio estremamente ambiguo dal punto di vista morale, a tratti solidale a tratti sgradevolmente insensibile.
Ispirate vagamente a Howard il papero, le prime storie erano la parodia del genere fantasy e il protagonista era una semplice caricatura di Conan il barbaro; col tempo però la trama, le tematiche e il cast di personaggi si evolsero. La serie sviluppò rapidamente sofisticatezza artistica e originalità («Romperò ogni legge dei fumetti»), Sim ha fatto di tutto: dal girare le pagine da orizzontali a verticali e a rivoluzionare tutti i passaggi fra queste, alternando il fumetto a pagine di prosa narrativa, fino a includere personaggi morti e viventi (compreso sé stesso) nella trama, tutto nello sforzo di stravolgere le convenzioni del fumetto nord americano in quasi tutti i modi concepibili.
Nel 1979, Sim, che allora era un abituale consumatore di marijuana, sperimentò l'LSD, assumendo la droga con tale impunità che alla fine fu ricoverato in ospedale. All'incirca nello stesso periodo gli fu diagnosticato di essere al limite della schizofrenia. Fu questo incidente che condusse Sim all'idea di produrre Cerebus per 300 numeri mensili. Le avventure a episodi si allontanarono sempre più dall'heroic fantasy, e la graphic novel (romanzo a fumetti) High Society (Alta Società), durata 25 numeri, sposta gradualmente ma inesorabilmente la narrazione verso una complessa satira politica e il dramma. A Sim si unì Gerhard, che dette alla serie sfondi e ambientazioni di grande resa che diventarono visivamente peculiari, dopo il n. 65.
Quando Sim pubblicò il primo phone book (elenco telefonico, ironicamente riferito allo spessore dei volumi), un libro in brossura che raccoglieva High Society mandò in collera i librai - i quali sentivano che il loro supporto fosse stato attivo nel successo della sua serie, in un'industria generalmente indifferente ai piccoli editori - offrendo la prima edizione solo su ordinazione postale. La decisione fu, comunque, per Sim un'inaspettata fortuna finanziaria poiché il libro superò i 150.000 dollari nelle vendite. Non molto tempo dopo, Sim diventò conosciuto per viaggiare tra convention di appassionati)e negozi per firmare autografi in limousine (spese 25.000 dollari nell'affitto delle macchine nel tour autografi del 1992), e affittò sontuosi abiti per le convention in cui partecipava a feste lussuose.
Nel 1990 Sim divenne uno schietto difensore dei diritti dei creatori di fumetti, e usò gli editoriali di Cerebus per promuovere l'autoproduzione e l'attivismo dei più grandi artisti. Sim fu anche il più grande sostenitore individuale del Comic Book Legal Defense Fund (Fondo per la Difesa Legale dei fumetti): quando fu scrittore ospite del n. 10 del vendutissimo Spawn, Sim donò il suo intero compenso - oltre 100.000 dollari - al Fondo. Durante lo stesso periodo iniziò a pubblicare esperimenti suoi e di altri con 24-hour comics) ("fumetti da 24 ore"). Si tratta di un interessante esperimento lanciato da Scott McCloud e Steve Bissette in cui un autore si cimenta nel realizzare da solo nell'arco di 24 ore un intero fumetto composto di 24 pagine o di 100 vignette se realizzato per il Web. Sim pubblicò questi fumetti sulle ultime pagine della sua pubblicazione, il che gli portò un'ulteriore diffusione della sua popolarità, con la partecipazione a una festa dei fumetti da 24 ore il 24 aprile.
Dal 2004 viene organizzato ufficialmente un 24 Hour Comics Day negli Stati Uniti d'America, con partecipazione estesa a tutto il mondo.
È opinione comune che la graphic novel Jaka's Story, un tragico studio di personaggio in relazione con i ruoli dei sessi e la repressione dell'arte da parte della politica, sia forse il picco narrativo più alto raggiunto. Comunque, i successivi numeri della serie diventarono quasi inaccessibili a causa di riferimenti personali e incominciarono ad allontanare molti fan di vecchia data, specialmente le lettrici, sebbene le innovazioni visuali della serie restarono senza confronti. Il numero 186 (raccolto in Reads) conteneva una lunga sezione di prosa che fu attaccato con decisione sia dai lettori che dai critici per il suo aperto anti-femminismo (che alcuni critici descrissero come misoginia). In Reads Sim rivela la sua opposizione al femminismo, largamente influenzata da scrittori come Norman Mailer. Sim rifiuta i principi di base del femminismo ed esalta le virtù dei tradizionali valori maschili. Per Sim, la società occidentale è capitolata al punto di vista femminista e in questo modo ha ripudiato i veri valori in base a cui era stata costruita. Dall'esame dei matrimoni contemporanei, del diritto alla riproduzione, degli alimenti e simili faccende tra sessi opposti, Sim trova una completa obbedienza alla teoria femminista e una sottomissione al concetto di eguaglianza di risultati piuttosto che come parità di opportunità. Ciò fu seguito da un saggio ancora più aspro - intitolato Tangent - apparso nel n. 265, in cui Sim individuò un "asse femminista/omosessuale" in contrasto con i tradizionali valori maschili. Dibatté anche sul fatto che i mariti avrebbero dovuto avere il diritto per legge di sculacciare le loro mogli e affermò senza riserve che le donne erano "esseri inferiori".
Sim stesso comparve come personaggio in Cerebus, in modo particolare per rampognare severamente la sua creazione. L'idea di uno scrittore che fa il suo ingresso nel suo universo immaginario non è un'idea di cui Sim possa rivendicare l'ideazione (vedi Breakfast of Champions di Kurt Vonnegut, New York Trilogy di Paul Auster e Animal Man di Grant Morrison), benché abbia affermato che l'incontro sarebbe stato concepito prima del 1979, oltre dieci anni prima di metterlo su carta.
Sim riferì di aver tagliato i ponti con la sua famiglia e di fatto con tutti colleghi tranne Gerhard allo scopo di finire il lavoro. Litigò pubblicamente diverse volte sia con Terry Moore che con Jeff Smith, e sfidò quest'ultimo a un incontro di pugilato dalle pagine di un editoriale pubblicato sul fumetto. Smith mentì a proposito di una discussione che i due ebbero sul saggio del n. 186 (v. sopra), e sostenne di aver minacciato Sim di fargli un labbro gonfio. Sim sviluppò un rapporto negativo anche con Gary Groth, l'agguerrito editore del Comics Journal, una rivista statunitense di critica sui fumetti, pubblicata in forma indipendente e conosciuta per punire la critica fine a sé stessa e per gli editoriali decisamente controcorrente.
In un editoriale (nel n. 297) Sim affermò che considerava la produzione di Cerebus di secondaria importanza rispetto alla sua professione religiosa. Un'intervista del 2003 apparsa su una rivista lo descrive nell'atto di recitare cinque volte al giorno una preghiera per i suoi posteri, e dice che vendette gran parte dei suoi mobili per donare soldi in carità come atto di ascetismo. Questa preghiera fu pubblicata nelle ultime pagine del n. 300.
Sim, una volta una figura pubblica di grande rilievo, oggi lascia raramente la casa nativa a Kitchener, Ontario. La pubblicazione nel marzo 2004 del trecentesimo albo andò incontro, piuttosto che a una celebrazione, al mutismo dell'industria del fumetto. Sebbene Sim abbia riferito che la tiratura del numero fosse doppia rispetto ai numeri più recenti, avrebbe raggiunto solo circa 16 000 copie, molto lontane dalle vette delle 35 000 copie dei numeri tra il 100 e il 125.
Un nuovo trimestrale (Following Cerebus, in italiano Seguendo Cerebus) seguì nell'agosto 2004, ospitando corrispondenza, saggi e disegni di Sim inediti.
Sim avrebbe affermato che se fosse morto o, altrimenti, avesse scelto di fermarsi prima del completamento di Cerebus anche se fossero rimasti molti numeri da pubblicare, avrebbe lasciato agli altri solo molte pagine bianche oppure sarebbe stata pubblicata la sua parte in bianco con gli sfondi di Gerhard. Non è dato sapere se questo intento fosse serio e, ovviamente, non potrà mai più essere messo in atto. Ha inoltre confermato che dopo la sua morte e quella di Gerhard, Cerebus ricadrà nel pubblico dominio.

### Volumi
Le raccolte in volume delle storie di Cerebus sono conosciute dai fan come Phone Books (in lingua italiana «elenchi telefonici») per le loro dimensioni. Il secondo volume fu pubblicato prima del volume 1 e molto del materiale di quest'ultimo fu ristampato in una raccolta più piccola intitolata Swords of Cerebus (La spada di Cerebus), prima che Sim decidesse per il formato phone books. A differenza di alcune graphic novel stampate su carta patinata, le raccolte di Cerebus utilizzavano la stessa carta per quotidiani usata per gli albi singoli. I titoli dei volumi dall'ottavo all'undicesimo compongono una frase: "Women Read Minds, guys", Le donne leggono nel pensiero, ragazzi oppure Le donne vi leggono nella mente, ragazzi; il concetto delle donne che leggono il pensiero è un punto chiave della trama. A partire da Going Home, la prima trama dopo la conversione religiosa di Sim, le copertine di ciascun volume sono stampate a colori.
1. Cerebus (ISBN 0919359086) Raccoglie i numeri 1-25
2. High Society (ISBN 0919359078) Raccoglie i numeri 26-50
3. Church and State I (ISBN 0919359094) Raccoglie i numeri 52-80
4. Church and State II (ISBN 0919359116) Raccoglie i numeri 81-111
5. Jaka's Story (ISBN 0919359124) Raccoglie i numeri 114-136
6. Melmoth (ISBN 0919359108) Raccoglie i numeri 139-150
7. Flight (Mothers and Daughters vol. 1) (ISBN 0919359132) Raccoglie i numeri 151-162
8. Women (Mothers and Daughters vol. 2) (ISBN 0919359140) Raccoglie i numeri 163-174
9. Reads (Mothers and Daughters vol. 3) (ISBN 0919359159) Raccoglie i numeri 175-186
10. Minds (Mothers and Daughters vol. 4) (ISBN 0919359167) Raccoglie i numeri 187-200
11. Guys (ISBN 0919359175) Raccoglie i numeri 201-219
12. Rick's Story (ISBN 0919359183) Raccoglie i numeri 220-231
13. Going Home (Going Home vol. 1) (ISBN 0919359191) Raccoglie i numeri 232-250
14. Form and Void (Going Home vol. 2) (ISBN 0919359205) Raccoglie i numeri 251-265
15. Latter Days (Latter Days vol. 1) (ISBN 0919359221) Raccoglie i numeri 266-288
16. The Last Day (Latter Days vol. 2) (ISBN 0919359213) Raccoglie i numeri 289-300

Le varie storie sparse che non appaiono nelle suddette raccolte sono state ristampate nelle brevi raccolte Cerebus Number Zero e Cerebus World Tour Book. Alcune storie a sé stanti sono apparse in varie raccolte e riviste nel corso degli anni, e Cerebus ha fatto delle piccole ma significative apparizioni sulle copertine di riviste come Comics Revue (celebre e stimata rivista specializzata statunitense).
Edizione italiana
1. Alta Società, una storia di Cerebus, Firenze, Black Velvet Editrice, 2010. ISBN 9788896197172
2. Chiesa & Stato vol. I, Firenze, Black Velvet Editrice, 2011. ISBN 9788896197516

## Trama
Il presente riassunto segue la raccolta in volumi dell'albo a fumetti. Si fornisce tra parentesi una traduzione non ufficiale dei titoli non ancora tradotti, adottando la traduzione ufficiale Black Velvet ove disponibile.
Cerebus. Questo primo volume, unico nella serie, consiste di trame che si sviluppano da uno a tre numeri, con riferimenti solo occasionali al passato. Prima vediamo Cerebus come un amorale mercenario barbaro, combattere (e tradire) per soldi, che sperpera in bevute. In una storia si innamora della danzatrice da taverna Jaka. Le storie di questo volume sono principalmente parodie del genere fantasy sword and sorcery, specialmente Conan, con comiche apparizioni di Red Sonya, Elric/Foghorn Leghorn, Groucho Marx e un personaggio con un'incredibile rassomiglianza, per costume e personalità, con The Tick (Il tic, con riferimento al rintocco dell'orologio), un supereroe comico allora non ancora creato, e altri ancora. La serie cambia direzione e diventa tagliente con il n. 20 che è il primo degli albi "Mind Games", in cui il fumetto assume una connotazione propria e introduce le Cirinists.
High Society. (Alta Società) La prima avventura di Sim con un lungo arco narrativo, si sviluppa lungo 25 numeri della serie. Nell'opulenta città-stato di Iest, si ritrova ad essere manipolato in un mondo evoluto di affari e politica, specialmente nelle mani della misteriosa Astoria, che lo accoglie sotto la sua ala per sue oscure ragioni. La tensione del fumetto è costruita tramite l'ignoranza da barbaro di Cerebus delle macchinazioni che l'Alta Società perpetra intorno a lui. Alla fine Cerebus si ritrova eletto Primo Ministro di Iest, e fa partire una guerra che gli causa la perdita di tutto.
Church and State I. (Chiesa & Stato Vol. I) Prima metà di una saga in due parti. Dopo alcuni viaggi, Cerebus ritorna a Iest come Primo Ministro, ora sotto l'influenza di Adam Weishaupt, che promuove una federazione di stati come baluardo contro le Cirinists. Weishaupt si supera quando designa Cerebus Papa della Chiesa orientale di Tarim. Alla fine, fuori dal controllo di chiunque, Cerebus lascia che il potere assoluto gli dia alla testa, fino a che non viene espulso dalla Città Alta casta elevata a causa dell'improvvisa invasione del gigante di pietra Thrunk, un personaggio precedentemente visto nel volume Cerebus.
Church and State II. (Chiesa e Stato II) Cerebus ritorna nella Città Alta di Iest tra presagi e segni magici. È forzato a provare che Astoria è l'assassina del papa occidentale, un processo che ha eco di eventi dal lontano passato. Il processo è interrotto quando Cerebus compie la predetta ascensione alla Luna, dove incontra the Judge (il Giudice), un essere divino senzatempo che ha osservato sulla storia dagli albori. Il Giudice spiega la sua versione del Mito della Creazione dell'Universo di Cerebus, prima di avvisarlo che morirà "Solo, dimenticato e senza amore". Cerebus ricade sulla terra, dove scopre che le Cirinist hanno invaso, e che il suo impero è crollato.
Jaka's Story. (La storia di Jaka) Sotto la brutale dittatura delle Cinirist (che durerà fino alla fine della serie), il decaduto Cerebus ricade nell'amore per Jaka e scopre che lei è sposata. Vive come ospite a casa di Jaka e suo marito Rick, mentre Jaka lavora illegalmente come ballerina per un taverniere sessualmente represso che segretamente brama per lei. Questa storia si intreccia con gli inattendibili racconti dell'infanzia di Jaka narrati da uno scrittore, che rappresenta Oscar Wilde, che osserva Jaka. Alla fine Jaka e Rick sono catturati e incarcerati dai Cirinists.
Melmoth. (id.) Credendo Jaka morta un catatonico Cerebus passa i suoi giorni di lutto nel patio di un caffè. Nel frattempo viene fornita una versione romanzata della morte di Oscar Wilde. Sul finire della storia Cerebus sente per caso una conversazione tra due carceriere Cirinist che parlano volgarmente di Jaka. In uno scatto di rabbia le uccide violentemente entrambe.
Flight. (Volo) La carneficina delle Cirinist da parte di Cerebus porta a una brevissima rivoluzione fallita. Cerebus si cala nelle tenebre e parla con Suenteus Po. Contemporaneamente Cirin lavora per governare la sua setta e organizzare la sua ascesa.
Women. (Donne) Cerebus torna indietro sulla terra. È assistito da due donne che lo mandano a nascondersi in un bar. Questa sequenza di episodi include una parodia del Sandman di Neil Gaiman: The Roach palyng Swoon, che richiama Dream (il protagonista della serie, signore dei sogni, in Italia conosciuto come Sogno o Morfeo). Astoria e Cirin duellano simbolicamente in un reame dei sogni. Il fumetto include estratti dai libri scritti da Astoria e Cirin che descrivono le loro differenti credenze. Cerebus vola da un capo all'altro della città per ammazzare Astoria, ma è interrotto dalla materializzazione di Suentus Po.
Reads. (Letture) Una delle trame di fondo riguarda l'autore di "Reads", un libro pesantemente illustrato del mondo di Cerebus. C'è un forte filone a proposito del pericolo del successo commerciale e dei "tutto esaurito". È generalmente inteso come una dissertazione di Sim sul perché i fumetti indipendenti siano preferibili a quelli delle grandi case editrici. La saga comprende un lungo saggio attribuito a Viktor Davis, uno degli autori di fantasia di "Reads". Questo saggio porta avanti una teoria sulla natura della femmina e del maschio, descrivendo "il Vuoto Femminile" focalizzato sulle sensazioni e "la Luce Maschile" focalizzata sulla ragione.
Minds. (Menti) Cerebus e Cirin ascendono, quindi sono separati da una forza misteriosa. Come Cerebus vola attraverso lo spazio, gli appaiono immagini dal suo passato e viene costretto a riconsiderare il suo passato e la sua fede. Poi gli viene mostrata la storia di Cirin, compresa la sua identità originale, Serna, un'assassina. Cerebus ha delle visioni di possibili futuri tra lui e Jaka, nessuno va bene per lui.
Guys. (Tizi) Cerebus si reinserisce nella vita sociale e alla fine diventa barista dei bar dei Cirinist. Vari personaggi vanno e vengono mentre Cerebus resta stazionario. Gradito da molti fan per il ritorno del Cerebus più divertente dei primi tempi.
Rick's Story. (La storia di Rick) Rick, l'ex-marito di Jaka, giunge infine al bar di Cerebus. Gli anni lo hanno segnato ed è diventato un po' confuso. Rick lavora su un libro, che gradualmente diventa un'opera religiosa in cui Cerebus è persona sacra e Rick suo discepolo.
Going Home. (Tornando a casa) Jaka arriva al bar e Cerebus se ne va con lei. Viaggiano via terra, poi su fiume in barca. Lungo la strada incontrano velate ostilità da parte dei Cirinists.
Form and Void. (Forma e Vuoto) Cerebus e Jaka continuano il loro viaggio in direzione delle Sand Hills Creek (valle delle Colline Sabbiose), in compagnia di Ham e Mary Earnestway. Giungono a scoprire che i genitori di Cerebus sono morti. Cerebus trascina via Jaka, biasimandola per averlo tenuto lontano per troppo tempo.
Latter Days. (Gli ultimi giorni) Dopo un prodigioso salto nel tempo durato due numeri, Cerebus ritorna dal nord intenzionato a provocare i Cirinist per ucciderli. Invece, viene catturato da una parodia dei Three Stooges(I Tre Marmittoni, quasi sconosciuti in Italia, ma popolarissimi in U.S.A.), che si attendono da lui una rivelazione religiosa. Una volta che gliela fornisce, ispira una ribellione contro le Cirinist, che ha successo. Gran parte della seconda metà di questo capitolo consiste in un'analisi tutta personale di Cerebus della Torah. Durata quasi un anno (in termini editoriali), questa sezione, nota come "Chasing YHWH" (In cerca di YHWH, presumibilmente un riferimento al film di Kevin Smith Chasing Amy, In Cerca di Amy del 1996) ha rischiato di allontanare ancor più ammiratori da Sim. È stata presentata quasi interamente in forma di testo, con pochissime immagini.
The Last Day. (L'ultimo giorno) La conclusione della serie. Nelle prime 40 pagine Cerebus fa un sogno o ha una visione in cui la cosmologia è vista come una conseguenza della teologia, completata da note esplicative a piè di pagina di Sim. Al risveglio Cerebus - che è incredibilmente invecchiato, decrepito e oppresso dai dolori - fa il faticoso percorso fino al suo scrittoio per mettere su carta le sue nuove rivelazioni. Quindi nasconde il manoscritto, ed è implicitamente inteso che nessuno lo troverà per duemila anni (un possibile omaggio a I, Claudius in cui il morente Claudius fa la stessa cosa). I, Claudius è una famosa serie televisiva degli anni settanta tratta dal libro omonimo di Robert Graves.
Cerebus passa la maggior parte del resto dell'albo tentando di persuadere il suo capo della sicurezza, Walter Reilly (ispirato al Caporale Walter - Radar - O'Reilly della celebre serie, trasmessa anche in Italia, M*A*S*H), a lasciar passare suo figlio, Shep-Shep, con cui ricorda di aver condiviso un idilliaco rapporto padre-figlio. Ma il Santuario è chiuso a chiave a causa dell'opposizione di un nuovo e ancor più estremista gruppo "femminista-filoomosessuale" - per scherzo della sorte guidato dalla madre di Shep-Shep, New Joanne, che rassomiglia effettivamente a Jaka nell'aspetto - che favoreggia per "diritti" quali la pedofilia, la zooerastia, l'uso ricreativo delle droghe da parte dei giovani, e la maternità per le lesbiche (argomento che pare che Sim senta appoggiato da tutti i movimenti femministi). Come risultato, i valori sociali subiscono uno sfacelo completo.
Cerebus al termine si corica, disperando di rivedere ancora suo figlio, e sentendo come se dovesse dire Rosebud (evidente riferimento a Quarto potere). Ma  Shep-Shep - o più correttamente Sheshep - si intrufola più tardi nella camera da letto di Cerebus quella notte. La conversazione che ne segue infrange le ultime illusioni di Cerebus su suo figlio, il quale progetta di farsi clonare con il corpo di un leone, sposare sua madre, e dominare l'Egitto nei panni del dio Harmaclus. Mentre lascia la stanza Cerebus afferra un pugnale con l'intenzione di ucciderlo, ma cade dal letto e muore rompendosi l'osso del collo: "Solo, dimenticato e senza amore", proprio come gli aveva predetto il Giudice. Sprazzi della sua vita scorrono in un lampo davanti ai suoi occhi in una serie di vignette flashback e il suo fantasma vede molti dei suoi vecchi amici (e nemici) aspettarlo nella "Luce". Sulle prime corre entusiasticamente per unirsi a loro, pensando che siano in Paradiso, poi realizza cha la Luce può essere quella dell'Inferno. Chiama Dio perché lo aiuti, ma viene comunque ributtato a forza nella Luce.

## Comprimari
- Astoria: un'affascinante politica manipolatrice e la principale forza trainante nella campagna per l'elezione a Primo Ministro di Cerebus in High Society. Leader delle Kevillist, una setta di femministe che si oppone a Cirin. Le Kevillist rispecchiano la filosofia delle Cirinist, ma preferirebbero il potere nelle mani delle figlie invece che delle madri. È l'ex-moglie di Lord Julius. Il suo nome richiama quello dell'attrice Mary Astor, ed è ispirata in qualche misura all'ex-moglie di Sim, Deni Loubert.
- Bear: il migliore amico di Cerebus nei suoi giorni da mercenario e principale compare di bevute. In Guys si allude che Cerebus abbia un'attrazione omosessuale per lui.
- Cirin: Leader delle Cirinist, una setta matriarcale fascista che alla fine della trama Church and State conquista Estarcion (il nome del mondo di Cerebus). Il suo nome era Serna, prese il nome e l'identità della "vera" Cirin. La setta venera in primo luogo le madri, è devota anche alle figlie (potenziali madri) e ai bambini. Gli uomini sono tollerati. È un oritteropo come Cerebus.
- Elrod l'Albino: sostanzialmente Elric di Michael Moorcock con la voce del senatore Claghorn[17] o di Foghorn[17]. Quasi esclusivamente un personaggio comico, il suo scopo principale è frustrare e far infuriare Cerebus.
- Jaka: l'amore della vita per Cerebus. Danzatrice di professione, è la nipote di Lord Julius.
- Lord Julius: Signore supremo della città-stato di Palnu, che esercita il controllo con l'uso di una burocrazia incredibilmente ottusa e incomprensibile. Julius è scaltro ed intelligente, ma spesso recita la parte del matto per confondere e sconcertare gli oppositori. Il progetto del suo personaggio e del suo comportamento si basa su Groucho Marx.
- Mac Mufin, Bran: originalmente un signore della guerra barbaro di cui la gente adorava un idolo notevolmente somigliante a Cerebus (e che l'oritteropo distrusse). Più avanti fa un cambiamento piuttosto inaspettato, in abiti civilizzati, agisce come consigliere del Papa Cerebus, sebbene sembri che abbia oscuri progetti. Altrettanto inaspettatamente, si suicida. È la parodia di Bran Mak Morn, personaggio barbaro celtico di Robert E. Howard.
- Nash, Rick: prima introdotto come marito di Jaka in Jaka's Story. Successivamente, è il profeta di una religione incentrata sul culto di Cerebus.
- Po, Suentus: il terzo oritteropo di Estarcion. Enigmatico illusionista e storico.
- The Regency Elf: (l'elfo del Regency) infantile, giocosa spiritella che abita la stanza di Cerebus all'Hotel Regency in High Society, che solo Cerebus (inizialmente) può vedere. Aiuta Cerebus con alcuni dei suoi schemi politici, sebbene, per come appare innocente, per lei sia tutto un gioco.
- The Roach: un supereroe incapace. Sim lo usa per satirizzare sui personaggi dei fumetti di maggior successo o sugli orientamenti dell'industria editoriale. Le sue incarnazioni comprendono Captain Cockroach (Capitan America), Moonroach (Moon Knight), Wolveroach (Wolverine), the Secret Sacred Wars Roach (le Guerre segrete Marvel), Punisherroach (Punisher), Swoon (Sandman di Neil Gaiman e il Sergente Preston della Royal Mounted Iestan police (che si rifà all'omonimo protagonista di una serie televisiva programmata dal 1955 al 1958 in U.S.A.; il riferimento è alle celebri Giubbe Rosse canadesi).
- Weisshaupt, Adam: spietato politico oppositore di Cerebus nel corso della saga Church and State. Il suo nome è ripreso da quello dello storico Adam Weishaupt ma è disegnato con le fattezze di George Washington (un riferimento alla teoria del complotto degli Illuminati).

Vari altri personaggi nella serie sono disegnati per assomigliare ad attori famosi, politici e altre personalità. Fra questi il Primo Ministro inglese Margaret Thatcher, il membro del Parlamento canadese Sheila Copps, il regista Woody Allen, lo scrittore
Ernest Hemingway, i musicisti Mick Jagger e Keith Richards e Chico Marx.

## Impatto culturale
Dall'evoluzione dei toni della serie ha avuto origine l'espressione «Sindrome di Cerebus» che indica quando una serie iniziata con un tono allegro e semplice diventa, con il passare del tempo, sempre più drammatica e sofisticata.

## Merchandising
Nel 1980 Sim ha commercializzato una serie di card (una via di mezzo tra le figurine e le carte da gioco) della Diamondback, basate su un gioco visto negli ultimi numeri.

## Controversie
Per alcuni tematiche, in particolare il rapporto fra i sessi che vennero affrontati in modo radicale, Sim venne accusato da più parti accuse di misoginia.